# Minoxidil
Minoxidil is een vaatverwijder (middel om bloedvaten te verwijden), behorend tot de groep medicijnen genaamd 'potassium channel openers' (PCO's). Het werd oorspronkelijk gebruikt als een orale medicatie tegen hoge bloeddruk. Bij sommige gebruikers werd onbedoelde haargroei waargenomen. Oorspronkelijk werd gedacht dat dit kwam doordat het bijdraagt aan een betere doorbloeding van de hoofdhuid, maar dat lijkt achterhaald. De precieze werking blijft dus nog onderwerp van discussie. In ieder geval heeft het middel geen enkele invloed op de hormoonhuishouding, zoals de middelen finasteride en dutasteride.
Als lotion toegepast is minoxidil een van de populairste middelen om haarverlies te bestrijden. Doordat het geen hormonaal middel is, maar een algeheel stimulerend effect heeft op de haargroei, kan minoxidil ook voor vele soorten haarverlies (en dus niet alleen in geval van Alopecia androgenetica) gebruikt worden. Minoxidil-lotion is beschikbaar in twee sterktes: 2% en 5%; de 5% oplossing werkt misschien iets sterker, maar geeft vaker bijwerkingen.

## Bijwerkingen
Bekende bijwerkingen zijn:
- acne
- hoofdpijn
- futloosheid
- hartproblemen (te snelle of te trage hartslag)
- krampen
- borstpijn (hart heeft moeite met bloed door lichaam te stuwen.)

De stof gaat over in de moedermelk.
Bijwerkingen van de lotion zijn: lokale irritatie. De stof wordt een klein beetje opgenomen door de huid heen. Er kunnen dus ook bijwerkingen optreden als bloeddrukdaling en hoofdpijn.

## Problemen
Al snel bleek het oorspronkelijke 'wondermiddel' niet het wondermiddel te zijn waar op gehoopt was. Het probleem met minoxidil is dat het de haardos nooit volledig laat hergroeien. Het middel kan fijne vellus of 'babyhaartjes' laten groeien, maar herstel van de oude haardos is er niet van te verwachten. Een ander probleem is dat het effect (de extra haargroei) verloren gaat, als het gebruik van het middel gestaakt wordt.